# نمی‌تونم سیر بشم
«نمی‌تونم سیر بشم» (به انگلیسی: I Can't Get Enough) ترانه‌ای انگلیسی-اسپانیایی از تهیه‌کننده ضبط آمریکایی بنی بلانکو، تهیه‌کننده ضبط پورتوریکوئی تینی، خواننده آمریکایی سلنا گومز و خواننده کلمبیایی جی بالوین است. این اثر در ۲۸ فوریه ۲۰۱۹ به‌عنوان یک تک‌آهنگ توسط اینترسکوپ رکوردز منتشر گردید، و در ۱۲ مارس ۲۰۱۹ به رادیوها ارسال شد. یک موزیک ویدئو برای این ترانه به کارگردانی جیک شریر در ۱۲ مارس ۲۰۱۹ منتشر شد.